# Akit Buldózernek hívtak
Az Akit Buldózernek hívtak (eredeti cím: Lo chiamavano Bulldozer) 1978-ban bemutatott olasz–német akciófilm–vígjáték, melyet Michele Lupo rendezett, Elio Scardamaglia és Horst Wendlandt produceri segédletével. A forgatókönyvet Marcello Fondato és Francesco Scardamaglia írta, a zenéjét Guido és Maurizio de Angelis szerezte. A mozifilm a Leone Film és a Rialto Film gyártásában készült. 
Olaszországban 1978. szeptember 15-én, Magyarországon 1983. január 20-án mutatták be a mozikban. Bud Spencer úgy nyilatkozott, hogy az egyik legkedveltebb filmje a Buldózer.
A cselekmény főbb elemei és a helyszínek is visszaköszönnek az 1982-es Bombajó bokszoló című filmben, de abban a sportágat amerikai futballról ökölvívásra változtatták meg.

## Cselekmény
Buldózer (Bud Spencer), az öreg nápolyi kagylóhalász bárkája egy tengeralattjáró miatt tönkremegy. Buldózer halászbárkáját a kikötőbe húzzák, a kagylóhalász pedig elmegy vacsorázni a helyi Gálya nevű étterembe. Miközben fogyasztja rántottáját látja, egy amerikai őrmester, Kempfer (Raimund Harmstorf) minden civilt megver szkanderben. Mikor Buldózer kiér, egy huszonéves fiú megfenyegeti pisztollyal, és ő elveszti majdnem minden vagyonát. Visszamegy az étterembe, és az óráját meg a nyakláncát felteszi a szkanderben, Kempfert hívja ki játékra, aki elfogadja. Egy kis játszadozás után leveri az őrmestert, s kitör a bunyó.  
Kempfer megesküszik, hogy bosszút áll, de nemcsak emiatt van arra oka Buldózerrel szemben. Buldózer egykor Amerikában világhírű amerikaifutball-játékos volt. Buldózer mindig hitt a játék tisztaságában, de végül rájött, hogy a meccseket megbundázzák. Végül Buldózer megelégelte ezt, és az egyik meccsen lesétált a pályáról. Kempfer pedig minden pénzét feltette az ő csapatára. Ezért mindent újból kellett kezdenie az őrmesternek.
A helyi fiatal fiúk utálják Kempfert, s megkérik Buldózert, hogy bánjon el vele, de az öreg visszautasítja. A fiúk, Tony, Gerry, Spitz, Orso és Tojo figyelemmel kísérik Buldózert, akiről tudják, hogy valaha a legjobb amerikaifutball-játékos volt. Kihívja őket az amerikai hadsereg egy meccsre, s elfogadják. Megkérik Buldózert hogy készítse fel őket a meccsre, azonban az visszautasítja, mivel neki már csak a hajóját kell megjavítani, s megy vissza halászni. De később látva, hogy a fiúk tényleg komolyan készülnek, mégis elvállalja, pedig a hajóját megjavították. 
Eljön a meccs napja. Kempfer amerikaifutball-csapata eleinte szabályosan játszik, és a Buldózer által alaposan felkészült fiúk előnybe kerülnek. Aztán Kempfer kiadja a parancsot, hogy az emberei sportszerűtlen (de elfogadható) manőverekkel kiüssék a pályáról a fiúkat, így a Kempfer-féle csapat sorra szerzi a gólokat, már egyhangú lesz a meccs. A félidőben Buldózer veszekedik Kempferékkel, aki azonban egyenesen a szemébe mondja, hogy egy vesztes. Az őrmesteren eluralkodik a beképzeltség, ám most már Buldózer sem hagyja ennyiben, ezért elhatározza, hogy a sportszellemiséget nem ismerő jenkiket megtanítja a legkeményebb játékra. Ezért Buldózer mindenki csodálatára a második félidő végén beáll. 
Kempfer tudja, hogy veszélyben van újra minden, ezért mozgósítja az összes cserejátékost, s ő maga is pályára lép. A tábornok amúgy is megfenyegette Kempfert: ha elveszíti a játékot, az új-mexikói sivatagba fogja áthelyezni. Buldózernél is a nagy a tét, hisz az addig lézengő, bűnözésre és csavargásra hajló ifjak most végre egy csapattá kovácsolódhatnak és összekuszált életük helyrebillenhet. A legvégén Buldózer egy óriási touchdownt szerez, és bár nem nyernek az olaszok, de mindenki ünnepeli Buldózer csapatát.

## Szereplők
| Szereplő         | Színész              | Magyar hang     |
| ---------------- | -------------------- | --------------- |
| Buldózer         | Bud Spencer          | Bujtor István   |
| Kempfer őrmester | Raimund Harmstorf    | Tordy Géza      |
| Martin ezredes   | Reinhard Kolldehoff  | Képessy József  |
| Spitz            | Giovanni Vettorazzo  | Csernák János   |
| Ghigo            | Nando Paone          | Helyey László   |
| Tojo             | Enzo Santaniello     | Felföldi László |
| Tony             | Marco Stefanelli     | N/A             |
| Gerry            | Ottaviano Dell’Acqua | N/A             |
| Medve            | Joe Bugner           | Szersén Gyula   |
| Tony apja        | Totò Mignone         | Szabó Ottó      |
| Curatolo         | Gigi Reder           | Szatmári István |
| Szerelő          | Luigi Bonos          | Komlós András   |
| Borbély          | Piero Del Papa       | Kránitz Lajos   |
| Osvaldo          | Renato Chiantoni     | Kaló Flórián    |

## Forgatás
Az akkor színészi fénykorát élő Raimund Harmstorf szerepeltetése többek közt azt a célt szolgálta, hogy a film a német mozikban is jól szerepelhessen. Ennek ellenére Harmstorf sem itt, sem más Bud Spencerrel készült közös filmjében (pl. Seriff az égből) nem tudott jól szerepelni, a tömegjelenetekben nem volt képes kitűnni és a karizmája is elnyomottabb a főhőshöz képest. Ezzel szemben a magyar Joe Bugner, aki profi bokszoló volt, tökéletesen tudott együtt dolgozni Spencerrel a verekedős és egyéb jeleneteknél is, ezért később a színész több másik filmjében is szerepelt.
A D'Angelis testvérek által szerzett filmzene népszerű sláger lett. A verekedések sokkal eltúlzottabbak itt, mint más korábbi vígjátékokban: a fölpofozott emberek szinte a magas égig repülnek, vagy kiviszik a téglafalat is, akkora erővel csapódnak neki. Az összetűzésekben az agresszió nagyon marginalizálódott, egyértelműen látszik, hogy igazi, mulatságos verekedésekről van szó, amelyek szórakoztatni akarnak és nem az adrenalint növelni. A verekedések vicces eltúlzása pedig folytatódik a későbbi Bud Spencer-, illetve Spencer-Hill filmekben.
A film Olaszországban elsöprő sikert aratott és bekerült a hatvan, legjobban kivitelezett hazai alkotások közé. Bud Spencer sikerét mi sem mutatja még, hogy 1978-ban még három másik filmjével is a 10 toplista élére került.

## Érdekességek
- A Bud Spencerrel verekedő iszákos amerikait játszó Claudio Ruffini a filmben valóban felhajtott nem kis mennyiségű szeszt. A színész-statiszta egész életében alkoholizmussal küszködött, később emiatt már nem tudta munkáját folytatni és a mértéktelen alkoholfogyasztás okozta a halálát.
- Buldózer fiatal barátaival a bárban egy gitáron kísérve énekli a Quien te lo dijo c. dalt – ez Bud Spencer szerzeménye,[1] aki pályája során énekelt és zenélt számos hangszeren (gitár, zongora, szaxofon), ezért nem is kellett imitálnia a filmekben a zenélést. Számos önálló szerzeménye is van olasz és nápolyi nyelven.
- A filmben mikor visszaidézik a múltat, 1973. október 23-áról beszélnek ami a főhős szerint csütörtöki nap volt. A valóságban az keddi napra esett.

## Televíziós megjelenések
RTL Klub, Film+, Film+ 2, Prizma TV / RTL+, Mozi+, Moziverzum, TV2